# Carmen Magallón
Carmen Magallón Portolés (Alcañiz, Teruel, 28 de diciembre de 1951) es una catedrática española de Física y Química especializada en la historia de las mujeres en la ciencia, el análisis epistemológico del quehacer científico y las relaciones entre género, ciencia y cultura de paz. Ha sido Presidenta de WILPF España - Liga internacional de Mujeres por la Paz y la Libertad (2011- 2019) y es Presidenta Honoraria (desde 2019). Forma parte de la Red Académica de WILPF Internacional.

## Biografía
Licenciada en Físicas y doctora en Físicas (Historia de la Ciencia) por la Universidad de Zaragoza, con una tesis sobre las Pioneras españolas en las ciencias, que fue publicada por el CSIC (1998 y 2004), posee la Habilitación de la ANECA para Profesora Titular de Universidad en el Área de Artes y Humanidades. 
Diplomada de Estudios Avanzados (DEA) en Filosofía, postgraduada en Historia de la Ciencia, ha realizado una diplomatura en Psicología en la UNED y es catedrática de física y química de Instituto. Ha sido Asesora técnica de formación del profesorado del Ministerio de Educación y Ciencia y profesora asociada en la Universidad de Zaragoza, impartiendo clases de Física General y cursos de doctorado y postgrado, sobre Género y ciencia y Filosofía de la ciencia.
Fue Profesora de Física en varios institutos y Asociada en el Departamento de Física Aplicada de la Universidad de Zaragoza. Ha sido directora de Fundación Seminario de Investigación para la Paz  - Fundación SIP, centro de investigación sobre Cultura de Paz y Conflictos, ubicado en Zaragoza (2003-2019). Es Presidenta del patronato de la Fundación SIP (desde 2019).
En 1986, tras un viaje a Berlín (1983) para participar en un congreso por una Europa desnuclearizada, tomó contacto con las iniciativas que estaban desarrollando las mujeres europeas y con otras personas de inquietudes similares crean la revista En Pie de Paz, formando parte, junto a Teresa Agustín entre otras mujeres, de su grupo editor hasta 2001. 

### Asociaciones a las que pertenece
- Cofundadora del Seminario Interdisciplinar de Estudios de la Mujer (SIEM) de la Universidad de Zaragoza (1993). Forma parte de un grupo de investigación en esta universidad sobre las relaciones entre género y ciencia.[4]

- Miembro del Consejo Asesor sobre Mujer y Ciencia del Departamento de Ciencia, tecnología y universidad del Gobierno de Aragón (2006-2011).[5]

- Miembro del Consejo Editorial del diario Público (2008-2012).[6]

- Cofundadora del grupo feminista pacifista Mujeres de Negro en Zaragoza.
- Miembro del Colectivo por la Paz y el Desarme de Zaragoza y War Resister’s International.

- Presidenta de WILPF España, sección de la Liga internacional de Mujeres por la Paz y la Libertad Women’s Internacional League for Peace and Freedom (2011)[7]

- Miembro de la junta directiva de la Asociación Española de Investigación para la Paz (AIPAZ).[8]
- Miembro del Seminario de Investigación para la paz - SIP (1984-2003)[9] organización en cuyo patronato están el Centro Pignatelli de Zaragoza, el gobierno de Aragón y las Cortes de Aragón[10]
- Directora de la Fundación SIP (2003).

## Premios y reconocimientos
- Premio Sabina de Plata, por el Club la Sabina (2000).[11]
- ‘Orden de la Paz Martin Luther King’ (2013) por el Instituto de Investigación y Acción social Martin Luther King de la Universidad Politécnica de Nicaragua (UPOLI) con Diploma adjunto en el que se específica que se otorga “por su relevante contribución al desarrollo de los derechos de las mujeres, al pensamiento feminista y a la construcción de una cultura de paz en el mundo”.[12]
- Premio por su labor como activista por la paz y los derechos de las mujeres (2018), otorgado en el festival Poesía en el Laurel.[13]
- Hija adoptiva de Zaragoza (2018) por el Ayuntamiento de Zaragoza.[5]

## Publicaciones

### Libros

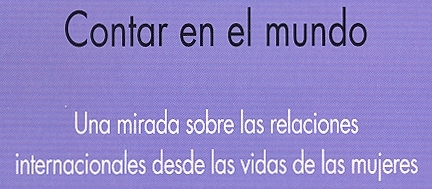
Un acercamiento a las Relaciones Internacionales desde la epistemología del Feminist Standpoint.

- (2012) Contar en el mundo. Una mirada sobre las Relaciones Internacionales desde las vidas de las mujeres, Madrid, Horas y horas.
- (2006) Mujeres en pie de paz. Pensamiento y prácticas. Madrid, Siglo XXI.
- (1998) Pioneras españolas en las ciencias. Las mujeres del Instituto Nacional de Física y Química, Madrid, CSIC (reimpresión en 2004).

Con otras autoras: 
- (2020) Sandra Blasco y Carmen Magallón, Feministas por la paz. La Liga Internacional de Mujeres por la Paz y la Libertad (WILPF) en América Latina y España, Barcelona, Icaria.
- (2008) Consuelo Miqueo, María José Barral y Carmen Magallón (eds.) Estudios iberoamericanos de género en ciencia, tecnología y salud. Genciber, Zaragoza, Prensas Universitarias de Zaragoza.
- (1999)  M.J. Barral; C. Magallón; C. Miqueo y D. Sánchez (eds.) Interacciones ciencia y género: discursos y prácticas científicas de mujeres, Barcelona, Icaria-Antrazyt.

### Capítulos en colectivos
- Pioneras españolas en las ciencias. Las mujeres del Instituto Nacional de Física y Química, 1998.
- “Científicas en la Sección de Rayos X del Rockefeller”. En: Francisco González de Posada et.al. (eds.) Actas del III Simposio “Ciencia y Técnica en España de 1898 a 1945: Cabrera, Cajal, Torres Quevedo (2001)”. Madrid, Amigos de la Cultura Científica, 2004.
- “Las mujeres en la construcción de la paz: la otra mitad del cielo gana terreno”. En: IECAH (ed.) Experiencias y visiones para un mundo diferente, 2004.
- “Realidade, conflito e poder”. En: Filosofía e Cidadanía, comunicación a la XXI Semana Galega de Filosofía, Aula Castelao, Pontevedra, 12-16 de abril de 2004.
- “Más igualdad y otros modelos de varón, para erradicar la violencia de género”. En: Francisco A. Muñoz, Beatriz Molina Rueda y Francisco Jiménez Bautista (eds.) Actas del I Congreso Hispanoamericano de Educación y Cultura de Paz, 2003.
- “Compartir el cuidado, compartir la autoridad: hacia una cultura del respeto entre hombres y mujeres”. En: Fundación Seminario de Investigación para la Paz (ed.) Pacificar violencias cotidianas, 2003.
- “Mujeres en las guerras, mujeres por la paz”. En: María Elósegui, Teresa González y Concha Agudo (eds.) El rostro de la violencia. Más allá del dolor de las mujeres, 2002.
- “Del pasado al futuro. Anotaciones feministas para una ciencia democrática”. En: Viky Frías Ruiz (ed.) Las mujeres ante la ciencia del siglo XXI, 2001.
- “El pensamiento maternal. Una epistemología feminista para una cultura de paz”. En: Francisco A. Muñoz (ed.) La paz imperfecta, 2001.
- “La contribución de las mujeres a las líneas de investigación del Instituto Nacional de Física y Química. Madrid, 1932-1936”. En: Eulalia Pérez Sedeño y Paloma Alcalá Cortijo (coord.) Ciencia y Género, 2001.
- “La vida en nuestras manos: el pacifismo, excelencia participativa”. En: Elena Grau y Pedro Ibarra (eds.) Participando en la red, 2001.
- “Ciencia, pensamiento y necesidades humanas: una reflexión desde la responsabilidad” en Seminario de Investigación para la Paz (ed.) La paz es una cultura, 2001.
- “Mary Louise Foster y el Lapidario de Alfonso X el Sabio” en Mari Álvarez Lire et al. (coord..) Estudios de Historia das Ciencias e das Técnicas. Actas del VII de Historia de las Ciencias y de las Técnicas, Tomo I, 2001.
- “Interacciones entre ciencia y guerra: el 98 y el International Institute for Girls en España”. En: Elena Ausejo y Mª Carmen Beltrán (eds.) La enseñanza de las ciencias: una perspectiva histórica, 2000.
- “Privilegio epistémico, verdad y relaciones de poder. Un debate sobre la epistemología del feminist standpoint”. En: M.J. Barral; C. Magallón; C. Miqueo y D. Sánchez (eds.) (1999) Interacciones ciencia y género: discursos y prácticas científicas de mujeres, 1999.
- "Sostener la vida, producir la muerte: estereotipos de género y violencia". En: Vicenç Fisas (ed.) El sexo de la violencia, 1998.
- “Contribuciones feministas a una política de paz”. En: Ana M. Portal (ed.) Mujeres, ecología y paz. Derecho, participación política y empleo, 1998.
- "Los derechos humanos desde el género". En: Seminario de Investigación para la Paz (ed.) Los derechos humanos, camino hacia la paz.Zaragoza, 1997.
- "¿Extrañas en el paraíso? Mujeres en las ciencias físico-químicas en la España de principios del siglo XX". En: Teresa Ortíz y Gloria Becerra (ed.) Mujeres de Ciencias. Mujer, feminismo y ciencias naturales, experimentales y tecnológicas, 1996.
- "Apuntes hacia una crítica feminista de la ciencia". En: La caligrafía invisible. Seminarios en la Librería de Mujeres, 1995.
- "El relegamiento de la cultura femenina en la escuela. Un reto para la construcción de una cultura de paz".En: Comité do I Congreso Europeo de Educación para la Paz. Teachers for Peace (ed.) Por unha Europa de paz, multiétnica e intercultural, 1995.
- “Hombres y mujeres: el sistema sexo-género y sus implicaciones para la paz” en Seminario de Investigación para la Paz Centro Pignatelli (ed.)El Magreb y una nueva cultura de paz, 1993.